# Alessandra Cappellotto
Alessandra Cappellotto (ur. 27 sierpnia 1968 w Sarcedo) – włoska kolarka szosowa, trzykrotna medalistka mistrzostw świata.

## Kariera
Pierwszy sukces w karierze Alessandra Cappellotto osiągnęła w 1993 roku, kiedy wspólnie z Robertą Bonanomi, Michelą Fanini i Fabianą Luperini zdobyła brązowy medal w drużynowej jeździe na czas podczas mistrzostw świata w Oslo. Na rozgrywanych trzy lata później mistrzostwach świata w Lugano była trzecia indywidualnie, przegrywając tylko z dwoma Francuzkami: Jeannie Longo i Catherine Marsal. Ostatni medal w karierze zdobyła w 1997 roku, kiedy na mistrzostwach świata w San Sebastián zwyciężyła w wyścigu ze startu wspólnego. W zawodach tych bezpośrednio wyprzedziła Australijkę Elisabeth Tadich oraz Catherine Marsal. W 1996 roku wystąpiła na igrzyskach olimpijskich w Atlancie, gdzie w wyścigu ze startu wspólnego była siódma. Cztery lata później, podczas igrzysk olimpijskich w Sydney w tej samej konkurencji była piętnasta. W sezonie 1998 zajęła drugie miejsce w klasyfikacji generalnej Pucharu Świata kobiet w kolarstwie szosowym, przegrywając tylko z Litwniką Dianą Žiliūtė. Ponadto w 1997 roku wygrała niemiecki Thüringen Rundfahrt der Frauen, a w latach 1996 i 2000 była druga w Giro d'Italia Femminile.